# Янчевский, Николай Николаевич
Николай Николаевич Янчевский (1875—1935) — генерал-хорунжий армии УНР. Георгиевский кавалер.

## Биография
Родился в Ямполе (Черниговская губерния) в семье священника. Учился в Черниговской духовной семинарии (курса не окончил), в 1898 году окончил Чугуевское пехотное юнкерское училище.
В составе 165-го пехотного Луцкого полка принял участие в Первой мировой войне, командовал ротой, затем батальоном. С 30 августа 1917 года — полковник.
С 1 мая 1918 года — командир 1-го куреня 3-го Сердюцкого полка Сердюцкой дивизии гетмана Павла Скоропадского. С 20 декабря 1918 — помощник командира 3-го полка Сечевых стрельцов из хозяйственной части.
С 1 марта 1920 года — начальник инспекторской части штаба 6-й Сечевой дивизии Армии УНР. С 8 июля того же года — булавный старшина для поручений при инспекторе пехоты Армии УНР. С 1921 года — председатель комиссии по сбору регистрационных карточек и проверке рангов старшин Армии УНР.
Эмигрировал в Польшу, где работал в журнале «Табор». Дальнейшая судьба неизвестна.